# Psenopsis anomala
Psenopsis anomala, comúnmente llamado pampano del pacífico, es una especie de pez perteneciente a la familia Centrolophidae. Su hábitat natural se extiende por la costa oeste del océano Pacífico, bahía de Matsushima en Japón y mar de la China Oriental. Esta especie, conocida también en algunos lugares como pez mantequilla, denominación ambigua con la que se designan diferentes especies, es comestible y muy apreciado por la población local de su área de distribución, donde se utiliza habitualmente para sushi.